# Johann August Pein
Johann August Pein (* 20. Januar 1843 in Tempelburg, Provinz Pommern; † 8. November 1900 in Bochum) war Lehrer an der Oberrealschule Bochum.

## Leben und Wirken
Pein besuchte das Königliche Gymnasium zu Deutsch Crone (Westpreußen) und erhielt dort am 25. Juli 1860 sein Reifezeugnis. Anschließend widmete er sich mathematischen Studien an der Universität Greifswald. Sein Studium finanzierte er durch eine Tätigkeit als Erzieher. Am 13. Mai 1869 erhielt er das Prüfungszeugnis zweiten Grades in Mathematik und Physik, Chemie, Botanik und Französisch. Durch zwei Nachprüfungen am 1. Juli 1872 in Greifswald und am 9. Juni 1879 in Münster konnte er seine Lehrbefugnis in diesen Fächern auf höhere Klassenstufen ausdehnen. Am 10. Oktober wurde ihm ein Zeugnis ersten Grades von der Universität Münster überreicht.
Pein leistete Militärdienst vom 1. Oktober 1864 bis 30. September 1865 in Greifswald. Am 4. Januar 1871 wurde er zum Leutnant, am 11. Dezember 1880 zum Oberleutnant und am 17. Juni 1887 zum Hauptmann befördert. Er nahm an den Feldzügen 1866 und 1870/71 teil.
1869 trat Pein seinen Schuldienst am Gymnasium zu Neustettin an. Nach Beendigung des Krieges 1870/71 lehrte er für jeweils ein Jahr als Hilfslehrer am Gymnasium zu Altona, an der Realschule in Hamburg, an der höheren Bürgerschule in Marne und ab 1. April 1974 an der Gewerbeschule in Bochum. Ab Oktober 1874 war Pein als Lehrer an der Städtischen Gewerbevorschule an der Wittener Straße in Bochum tätig, die in ihrer Organisation einer »höheren Bürgerschule ohne Latein« entsprach.
Am 6. März 1875 promovierte Pein an der Universität Rostock zum Dr. phil. über das mathematische Thema »Semicubische oder Neil'sche Parabel«.
Im Oktober 1882 wurde er zum Oberlehrer an der neu gegründeten höheren Bürgerschule ohne Latein befördert. Ostern 1887 wurde die Bürgerschule zunächst in eine Realschule und am 1. April 1892 in eine neunklassige Oberrealschule, die spätere Goethe-Schule, umgewandelt. Pein lehrte die Fächer Mathematik, Physik und Chemie in der Obersekunda und der Prima der Oberrealschule. Am 24. März 1893 erhielt Pein vom Direktor der Oberrealschule das Patent als Professor. Am 1. Oktober 1894 konnte Pein sein 25-jähriges Dienstjubiläum feiern.
1889 veröffentlichte Pein eine zusammenfassende Abhandlung über das anordnungsmathematische Problem Aufstellung von n Königinnen auf einem Schachbrett von n² Feldern, derart, dass keine von einer andern geschlagen werden kann: (von n = 4 bis n = 10) als Beilage zum Jahresbericht der Städtischen Realschule zu Bochum über das Schuljahr 1888/89. Die Frage, wie viel Lösungen es gibt, wenn 8 Königinnen auf einem Schachbrett mit 64 Feldern so aufgestellt werden, dass keine die andere schlagen kann (Damenproblem), wurde von dem bayrischen Schachspieler Max Bezzel 1848 erstmals in der Berliner Schachzeitung publiziert, von dem Zahnarzt Franz Nauck aus Schleusingen 1850 erneut gestellt und von ihm mit 92 Varianten vollständig gelöst. Auch Carl Friedrich Gauss befasste sich 1850 mit diesem Problem. Er fand erst 76, dann 72, schließlich 92 Aufstellungsvarianten.
Durch allerhöchsten Erlass vom 26. Juni 1897 erhielt Pein am 2. Juni 1897 den Rang der Räte vierter Klasse verliehen. Pein wurde der Rote Adlerorden IV. Klasse für seine Verdienste im Schuljahr 1898/1899 verliehen.

## Familie
Seine Eltern waren der Dachdeckermeister Johann Heinrich Pein (* 1815) und Johanne Henriette Christiane Pein (* 1819), geb. Gerke. Pein war seit dem 11. August 1877 mit Luise Charlotte Dorothea Pein (* 13. August 1856), geborene Klostermann, verheiratet. Beide hatten 4 gemeinsame Kinder. Luise Klostermann war eine entfernte Verwandte von Wilhelm zur Nieden, der die Oberrealschule Bochum als auswärtiger Schüler von 1891 bis 1898 besuchte.

## Schriften
- Die semicubische oder Neil'sche Parabel, ihre Sekanten und Tangenten. Dissertation, Universität Rostock, 1875.
- Aufgaben der sphärischen Astronomie gelöst durch planimetrische Konstruktionen und mit Hülfe der ebenen Trigonometrie. Bochum: Stumpf, 1883.
- Die Verbesserung des Julianischen Kalenders, 1886, in: Hoffmanns Zeitschrift XVII.
- Aufstellung von n Königinnen auf einem Schachbrett von n² Feldern, derart, dass keine von einer andern geschlagen werden kann: (von n = 4 bis n = 10). Beilage zum Jahresbericht der Städtischen Realschule zu Bochum über das Schuljahr 1888/89.